# Hiddigwardermoor
Hiddigwardermoor ist ein Ortsteil der Gemeinde Berne im niedersächsischen Landkreis Wesermarsch. Der Ort liegt südlich des Kernortes Berne im Stedinger Moor, etwa auf halbem Wege nach Hude. Am nördlichen Ortsrand fließt der Stedinger Kanal.

## Geschichte
Hiddigwardermoor wurde zusammen mit Ollenermoor und Hekelermoor im Jahre 1797 gegründet.

## Verkehrsanbindung
Durch Hiddigwardermoor führt die Kreisstraße K 317.